# Хантер (Арканзас)
Хантер (англ. Hunter, Arkansas) — город, расположенный в округе Вудрафф (штат Арканзас, США) с населением в 152 человека по статистическим данным переписи 2000 года.

## География
По данным Бюро переписи населения США Хантер имеет общую площадь в 1,55 квадратных километров, водных ресурсов в черте населённого пункта не имеется.
Город Хантер расположен на высоте 64 метра над уровнем моря.

## Демография
По данным переписи населения 2000 года в Хантере проживало 152 человека, 46 семей, насчитывалось 58 домашних хозяйств и 77 жилых домов. Средняя плотность населения составляла около 95 человек на один квадратный километр. Расовый состав Хантера по данным переписи распределился следующим образом: 97,37 % белых, 1,32 % — чёрных или афроамериканцев, 0,66 % — коренных американцев, 0,66 % — представителей смешанных рас.
Из 58 домашних хозяйств в 31,0 % — воспитывали детей в возрасте до 18 лет, 69,0 % представляли собой совместно проживающие супружеские пары, в 8,6 % семей женщины проживали без мужей, 19,0 % не имели семей. 17,2 % от общего числа семей на момент переписи жили самостоятельно, при этом 5,2 % составили одинокие пожилые люди в возрасте 65 лет и старше. Средний размер домашнего хозяйства составил 2,62 человек, а средний размер семьи — 2,98 человек.
Население города по возрастному диапазону по данным переписи 2000 года распределилось следующим образом: 25,0 % — жители младше 18 лет, 7,2 % — между 18 и 24 годами, 24,3 % — от 25 до 44 лет, 24,3 % — от 45 до 64 лет и 19,1 % — в возрасте 65 лет и старше. Средний возраст жителей составил 42 года. На каждые 100 женщин в Хантере приходилось 111,1 мужчин, при этом на каждые сто женщин 18 лет и старше приходилось 100,0 мужчин также старше 18 лет.
Средний доход на одно домашнее хозяйство в городе составил 22 500 долларов США, а средний доход на одну семью — 32 500 долларов. При этом мужчины имели средний доход в 25 750 долларов США в год против 13 438 долларов среднегодового дохода у женщин. Доход на душу населения в городе составил 28 172 доллара в год. 10,4 % от всего числа семей в округе и 16,2 % от всей численности населения находилось на момент переписи населения за чертой бедности, при этом из них были моложе 18 лет и 15,2 % — в возрасте 65 лет и старше.